# خالد بن حمد آل خليفة
خالد بن حمد بن عيسى آل خليفة (ولد في 23 سبتمبر 1989)، عسكري بحريني برتبة عميد، وهو الإبن الخامس للملك حمد بن عيسى آل خليفة ملك مملكة البحرين.
يشغل منصب النائب الأول لرئيس المجلس الأعلى للشباب والرياضة، ورئيس الهيئة العامة للرياضة، ورئيس اللجنة الأولمبية البحرينية.
وله من الابناء فيصل و عبدالله و منيره و سلمان و ناصر و حمد

## حياته

### طفولته وتعليمه
ولد الشيخ خالد بن حمد في 13 سبتمبر 1989، وهو الابن الخامس لحاكم البحرين الملك حمد، من زوجته شيمة حسن الخريش العجمي من الكويت. التحق بمدرسة ابن خلدون الوطنية، تخرج من أكاديمية ساندهيرست العسكرية الملكية في أغسطس 2008.

### الخدمة العسكرية
في أغسطس عام 2008 تخرج من أكاديمية ساندهيرست العسكرية الملكية، في عام 2009 حقق المركز الثاني في دورة الغوص والقوات الخاصة بسلاح البحرية الملكي والمركز الأول في دورة الضباط التأسيسية. وفي يونيو من نفس العام تم ترفيعه إلى رتبة ملازم أول.
في عام 2012 حقق دورة الصاعقة للمدربين الضباط بفرنسا، ودورة الكوماندوز في وحدة المارينز الملكية البريطانية بالمملكة المتحدة.
في عام 2013 تم تعيينه قائد قوة التدخل السريع بالحرس الملكي ورفع إلى رتبة نقيب، وبعد سنة (عام 2014) تم ترفيعه إلى رتبة رائد.
في يناير 2016: منحه والده الملك حمد بن عيسى آل خليفة وسام (الإقدام العسكري) بسبب دوره في عمليات اليمن.

### النشاط الرياضي
شغل الشيخ خالد منصب رئيس الاتحاد الملكي البحريني للفروسية وقوة التحمل، والنائب الأول لرئيس المجلس الأعلى للشباب والرياضة. كما أسس الشيخ خالد إسطبلات (الخالدية) لسباق القدرة للخيل في عام 2004. حقق المركز الأول في بطولة ثاتفورد البريطانية 10 أغسطس 2008،[بحاجة لمصدر] كما شارك مع الفريق الملكي للقدرة لتحقيق المركز الثالث في بطولة العالم للقدرة بماليزيا في نوفمبر 2008.[بحاجة لمصدر]

## المناصب
- انتخب رئيسًا لاتحاد دول غرب آسيا لألعاب القوى – مارس 2013.
- عين رئيسًا للاتحاد البحريني لألعاب القوى – 14 أكتوبر 2012.
- كلف نائبًا أول لرئيس المجلس الأعلى للشباب والرياضة بتاريخ 06/09/2010.
- عين عضوًا في المجلس الأعلى للشباب والرياضة بتاريخ 19/3/2010.
- عين رئيسًا للاتحاد الملكي للفروسية وسباقات القدرة – يونيو 2009 – 2013.
- يشغل منصب الرئيس الفخري لنادي النجمة منذ عام 2006 - 2014.
- شغل منصب النائب الأول لرئيس الاتحاد الملكي للفروسية وسباقات القدرة مع الإعلان عن تأسيس الاتحاد عام 2003 - 2009.

## الأوسمة والجوائز
- نال جائزة الشيخ عيسى بن راشد آل خليفة للعمل التطوعي في المجال الرياضي 5 يونيو 2016.
- قدّم له السيد فؤاد مسكوت عضو في المكتب التنفيذي للاتحاد الدولي للمصارعة القلادة الذهبية الفخرية الخامسة من الاتحاد الدولي للمصارعة.
- نال الجائزة الإفريقية للقيادة فئة (الفعالية الرياضية الأكثر إبداعا) والتي تشمل عدة فئات في مجالات الثقافة والعلوم والرياضة والاقتصاد وأعلنت عنها منظمة المسئولية الاجتماعية للشركات العالمية – ومقرها الهند 10/12/2014 وتم استلام الجائزة في دولة موريشيس الإفريقية.
- نال جائزة الشيخ محمد بن راشد آل مكتوم للإبداع الرياضي في دورتها السادسة فئة (رياضي حقق نجاحات متميزة) 25/11/2014 – دبي – دولة الإمارات العربية المتحدة.

## جوائز أطلقت بإسمه
- إطلاق جائزة لمشاريع المنظمات الأهلية المستدامة بتنظيم من وزارة التنمية الاجتماعية نوفمبر 2011.[بحاجة لمصدر]
- إطلاق جائزة لمشاريع التخرج الطلابية بتنظيم من جامعة البحرين – مارس 2012.[بحاجة لمصدر]
- إطلاق جائزة للمسرح الشبابي بتنظيم من المؤسسة العامة للشباب والرياضة – أغسطس 2012.[بحاجة لمصدر]
- إطلاق جائزة البحرين للروائيين الشباب 24 ساعة لأول مرة على مستوى الوطن العربي بتنظيم من جريدة الوطن – يوليو 2013.[بحاجة لمصدر]

## حياته الخاصة
في يوم الخميس 14 رجب 1432 هـ الموافق 16 يونيو 2011 تزوج من الأميرة سحاب بنت عبد الله بن عبد العزيز آل سعود ابنة ملك المملكة العربية السعودية الملك عبد الله بن عبد العزيز آل سعود ،(طليقته) وأنجبا:
- فيصل بن خالد بن حمد آل خليفة (مواليد 12 ديسمبر 2012).
- عبد الله بن خالد بن حمد آل خليفة (مواليد 6 فبراير 2015كان متزوج من حصة[11] ابنة عمه الشيخ محمد بن عيسى بن سلمان آل خليفة وأنجبا:

- منيرة بنت خالد بن حمد آل خليفة (مواليد 4 أبريل 2018).

- ناصر بن خالد بن حمد آل خليفة ( مواليد 2 يوليو 2021).

- سلمان بن خالد بن حمد آل خليفة (مواليد 2 يوليو 2021).
- عيسى بن خالد بن حمد آل خليفة (مواليد 2 يوليو 2021) متوفي.
- متزوج من ابنة خاله نوف بنت سعود بن حسن العجمي - من الكويت . وأنجبا:
- حمد بن خالد بن حمد آل خليفة (مواليد 23 اكتوبر 2024).

## بطولات بإسمه
- بطولة لوسائل الإعلام في الصالات لكرة القدم يوليو – أغسطس 2011.[بحاجة لمصدر]
- كأس لسباق الخيل وسباق خاص لذوي الإعاقة لأول مرة على مستوى الشرق الأوسط يناير 2012 و 2013 و 2014.[بحاجة لمصدر]
- مجلة طلابية تعني لذوي الإعاقة بتنظيم من جامعة البحرين – مارس 2012.[بحاجة لمصدر]
- دوري خالد بن حمد للمراكز الشبابية الأول لكرة القدم بتنظيم من المؤسسة العامة للشباب والرياضة – سبتمبر 2012 و 2014.[بحاجة لمصدر]
- كأس لكرة قدم الصالات للأندية بتنظيم من الاتحاد البحريني لكرة القدم – أكتوبر 2013.[بحاجة لمصدر]
- تكريم لشعراء مملكة البحرين المشاركين في مسابقة شاعر المليون المواسم من الأول – السادس وذلك في 13 يونيو 2014.[بحاجة لمصدر]
- كأس للإعلام الرياضي بتنظيم من لجنة الإعلام الرياضي بجمعية البحرين الصحفية – يوليو 2014.[بحاجة لمصدر]
- كاس للإعلام الرياضي لدول مجلس التعاون الخليجي بتنظيم من لجنة الإعلام الرياضي بجمعية البحرين الصحفية – يوليو 2014.[بحاجة لمصدر]
- بطولة للصقور – 29-31 يناير 2015.[بحاجة لمصدر]
- التصفيات المحلية لفنون القتال المختلطة، 10 مارس 2015، 30 أبريل 2015، 28 مايو 2015.[بحاجة لمصدر]

## روابط خارجية
- خالد بن حمد آل خليفة على موقع أوليمبيديا (الإنجليزية)
- الموقع الرسمي
- الصفحة الرسمية في تويتر
- الحساب الرسمي في الانستقرام
- الحساب الرسمي للمكتب الإعلامي على الأنستغرام
- القناة الرسمية للمكتب الإعلامي على اليوتيوب